# Tam giác San Hô

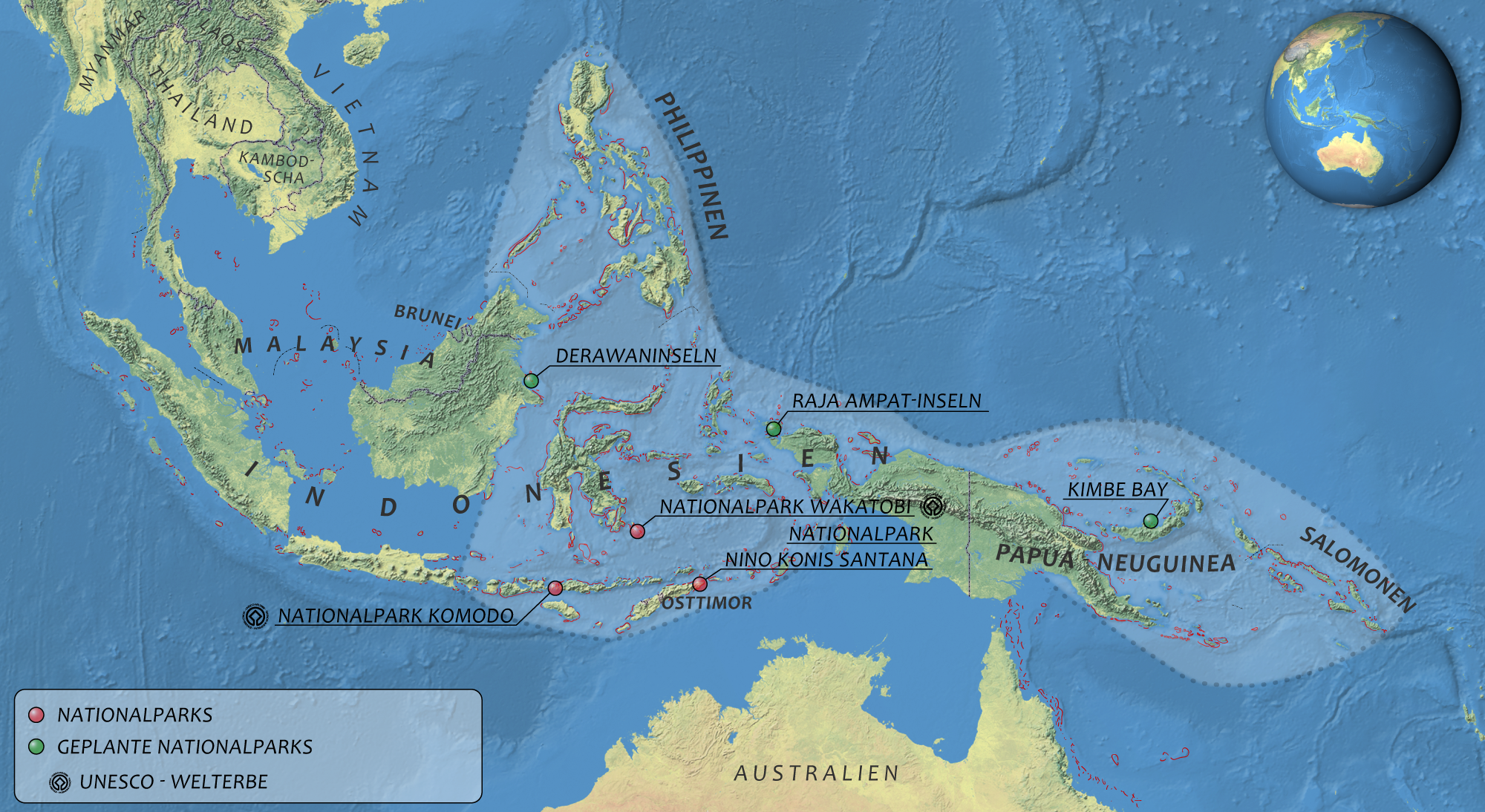
Vườn quốc gia trong Tam giác San Hô

Tam giác San Hô là một thuật ngữ địa lý được đặt tên như vậy vì nó ám chỉ một khu vực đại khái trông giống hình tam giác gồm các vùng biển nhiệt đới thuộc Indonesia, Malaysia, Papua New Guinea, Philippines, Quần đảo Solomon và Đông Timor, trong đó chứa ít nhất 500 loài san hô tạo rạn ở mỗi vùng sinh thái. Vùng này bao gồm các phần của hai vùng địa lý sinh học: Vùng Indonesia-Philippines và Vùng Xa Tây Nam Thái Bình Dương. Tam giác San Hô được công nhận là trung tâm đa dạng sinh học biển quốc tế và là một ưu tiên bảo tồn quốc tế. Nó cũng được gọi là "rừng Amazon của đại dương" và bao phủ một diện tích biển là 5,7 triệu kilômét vuông (2.200.000 dặm vuông Anh). Tài nguyên sinh học của nó duy trì cuộc sống của hơn 120 triệu người.
Theo Coral Triangle Knowledge Network, khoảng 3 triệu đô-la trong xuất khẩu thủy sản và khoảng 3 triệu đô-la khác trong ngành thuế du lịch ven biển có nguồn gốc từ thu nhập ngoại hối hàng năm trong vùng này.
WWF coi vùng này là ưu tiên hàng đầu của công tác bảo tồn biển, và tổ chức này cũng nêu lên các mối đe dọa mà vùng này phải đối mặt qua Chương trình Tam giác San Hô của mình, được đưa ra vào năm 2007. Trung tâm đa dạng sinh học của vùng Tam giác chính là Verde Island Passage thuộc Philippines, trong khi đó vùng rạn san hô duy nhất được công nhận là một Di sản thế giới UNESCO nằm trong vùng Tam giác thì là Công viên tự nhiên Tubbataha, cũng nằm ở Philippines.

## Đa dạng sinh học
Tuy chỉ bao phủ 1,6% diện tích biển của hành tinh, vùng Tam giác San Hô sở hữu 76% loài san hô đã biết trên thế giới. Là môi trường sống của 56% cá rạn san hô Ấn Độ-Thái Bình Dương và 37% cá rạn san hô thế giới, nó chứa đựng sự đa dạng về cá rạn san hô cao nhất trên thế giới. Hơn 3.000 loài cá sống ở Tam giác San Hô, bao gồm cả loài cá lớn nhất - cá nhám voi và cá vây tay. Tam giác San Hô là tiêu điểm đa dạng sinh học của không chỉ san hô và cá mà còn của nhiều sinh vật biển khác nữa. Nó cũng đồng thời cung cấp sinh cảnh cho sáu trong số bảy loài rùa biển của thế giới.

Tam giác San Hô cũng có quy mô rừng ngập mặn lớn nhất trên thế giới. Khu vực rộng lớn, phạm vi sinh cảnh đặc biệt cũng như điều kiện môi trường của nó đã đóng một vai trò quan trọng trong việc duy trì sự đa dạng sinh học đầy choáng ngợp của Tam giác San Hô.

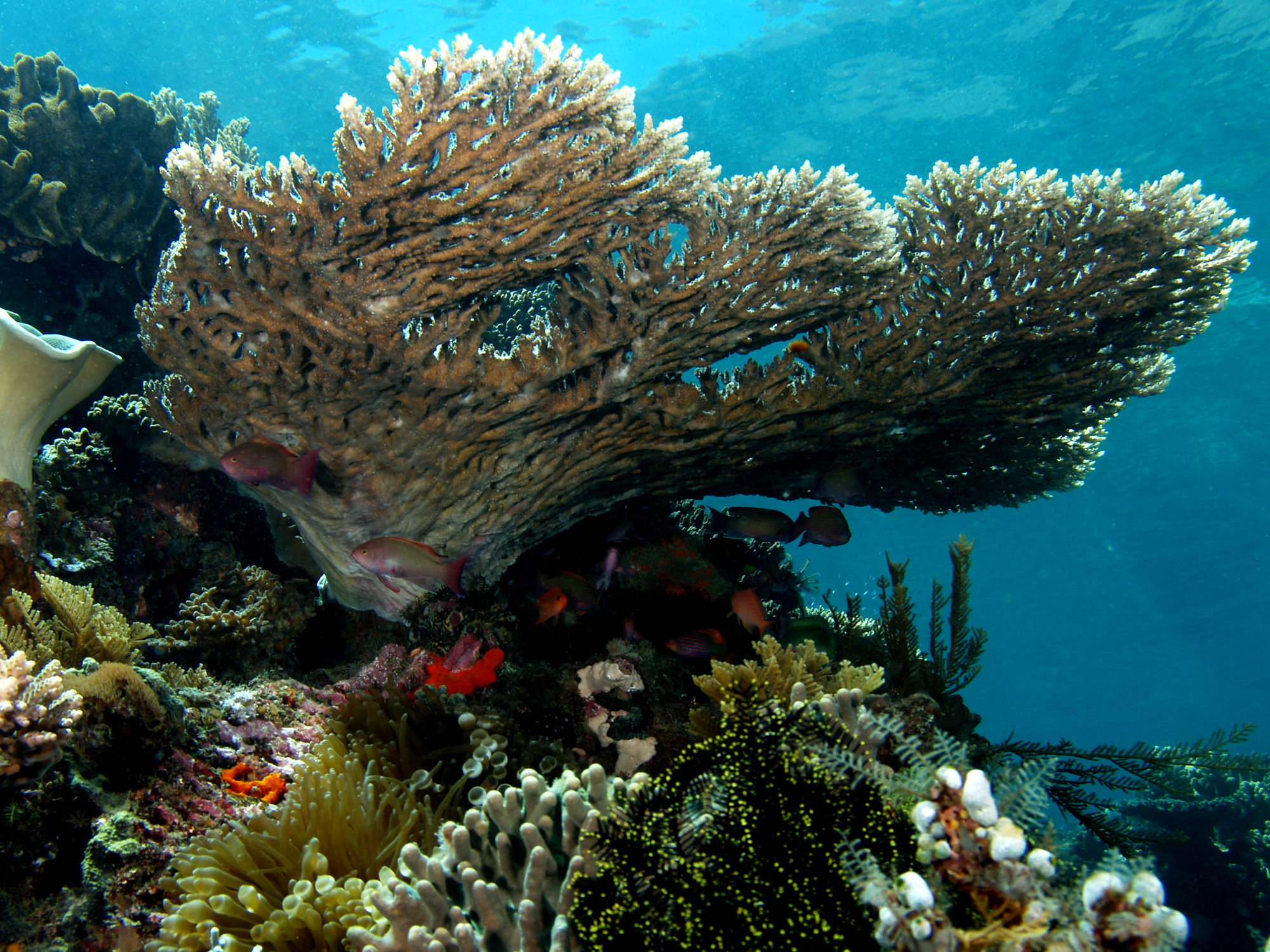
San hô bàn
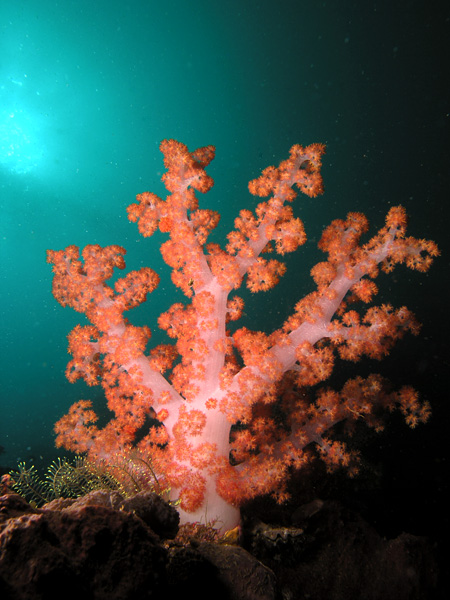
San hô mềm hồng
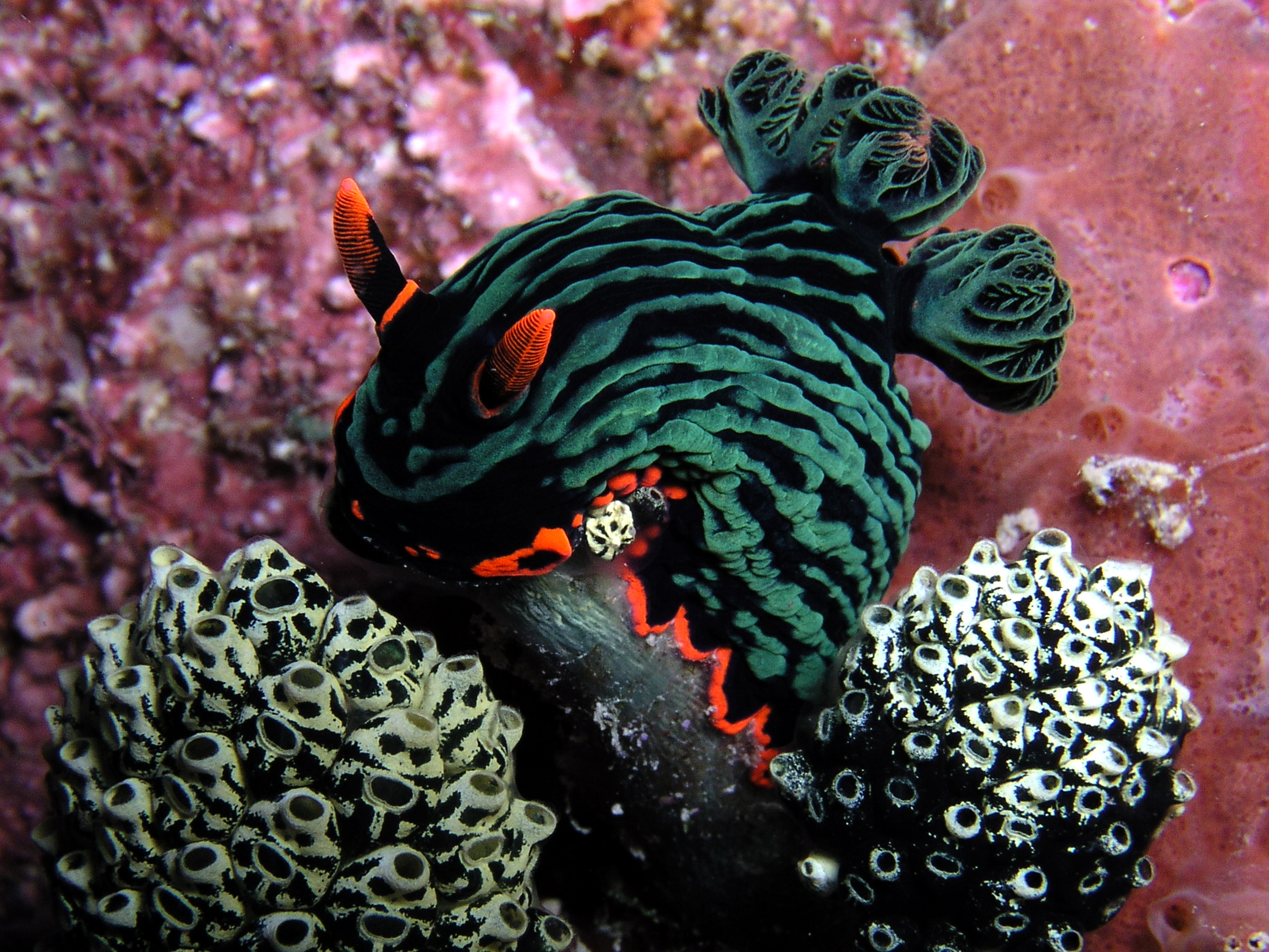
Nembrotha kubaryana
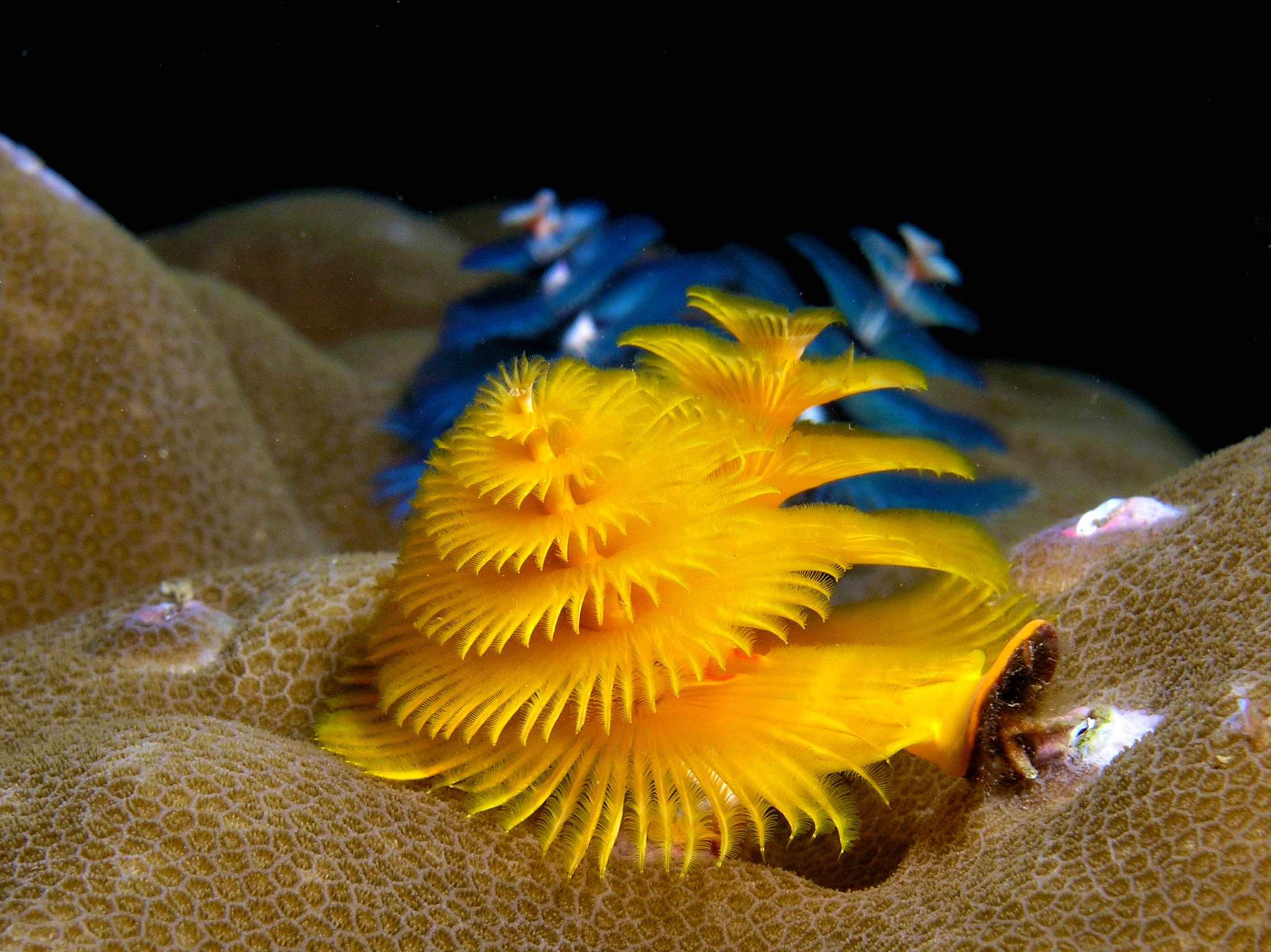
Giun biển Spirobranchus giganteus
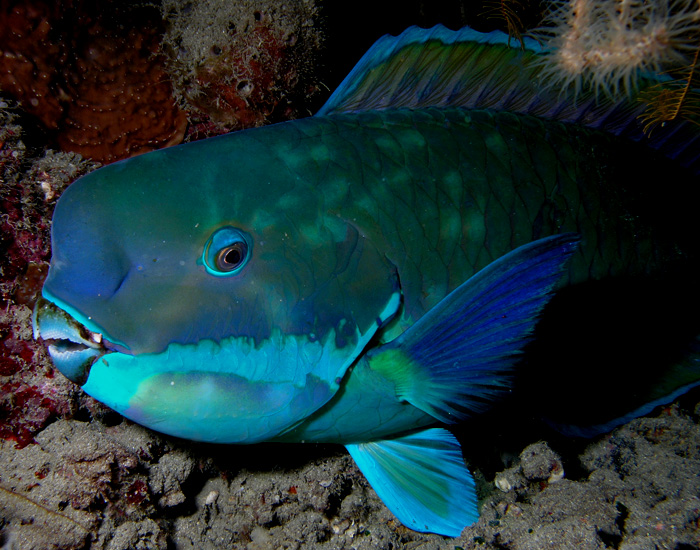
Cá mó
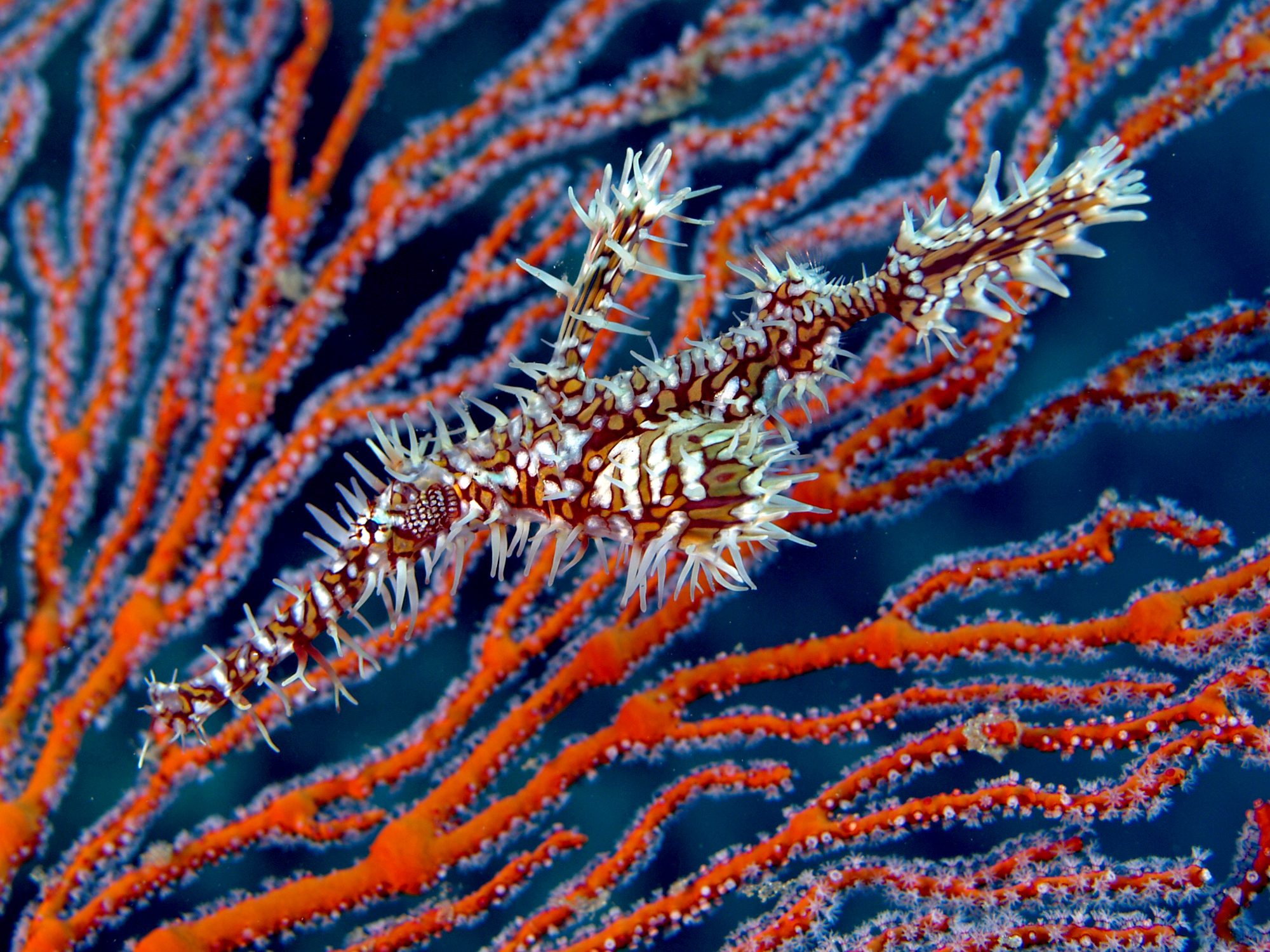
Cá dao cạo
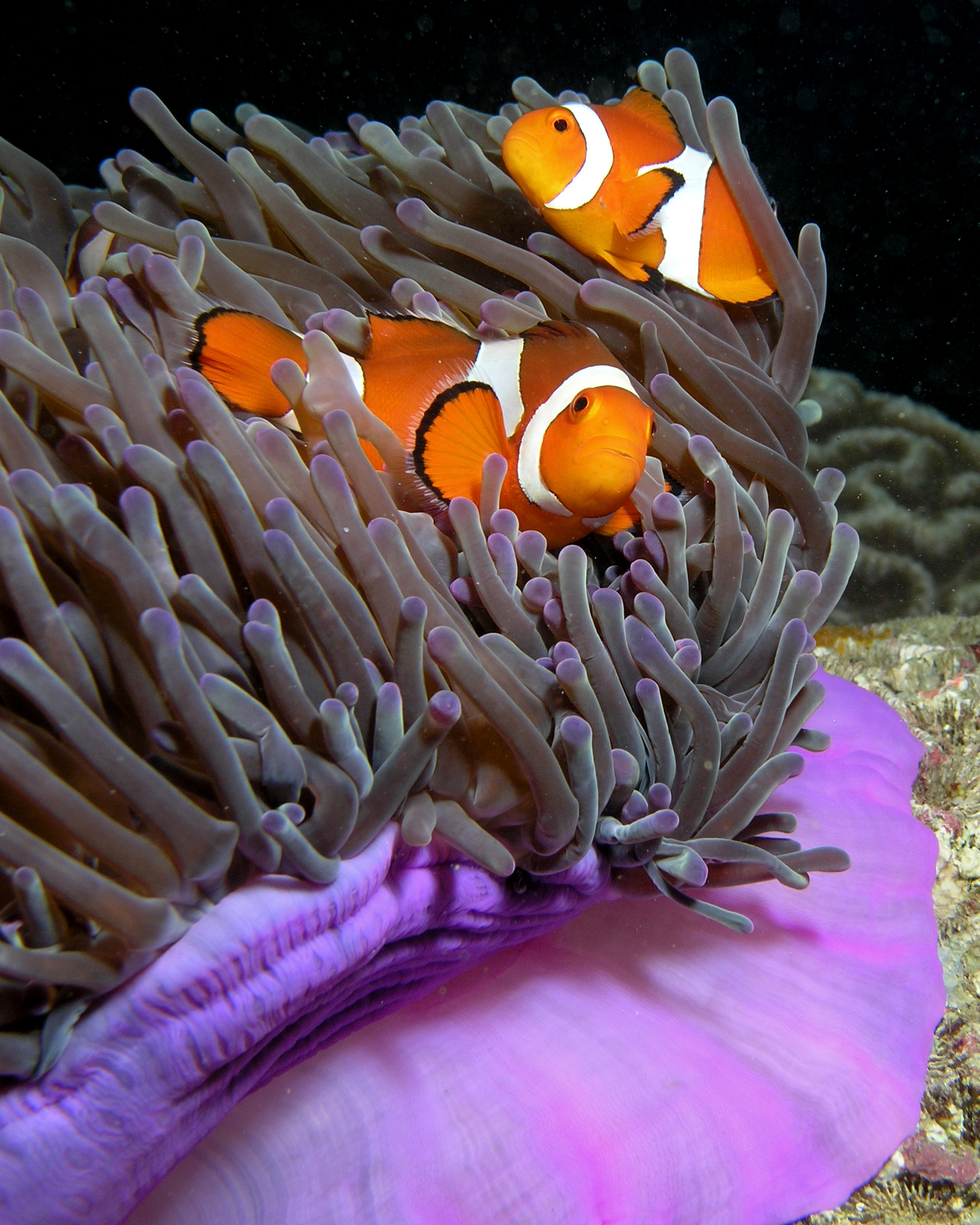
Cá hề
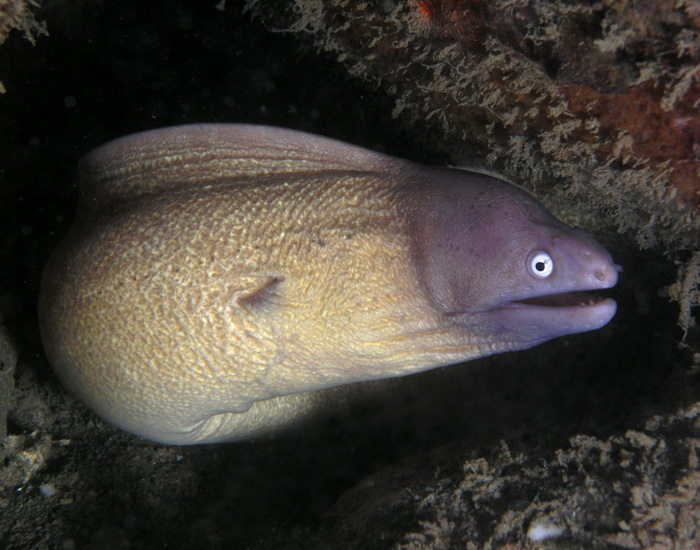
Cá lịch mặt xám (Gymnothorax thyrsoideus)

## Mối đe dọa
Tam giác San Hô nằm tại nơi giao thoa của cộng đồng dân cư, tăng trưởng kinh tế và thương mai quốc tế đang phát triển nhanh chóng. Sự đa dạng sinh học và sản lượng tự nhiên của Tam giác San Hô đang gặp phải những mối đe dọa từ việc quản lý biển yếu kém (chủ yếu là từ sự phát triển ven bờ, và đánh bắt quá mức và đánh bắt phá hủy), thiếu quyết tâm chính trị, nghèo đói, nhu cầu tiêu thụ cao và sự không coi trọng ở địa phương đối với các loài quý hiếm và bị đe dọa, và biến đổi khí hậu (ấm lên, axit hóa và mực nước biển dâng). Các rạn san hô đã gặp phải tình trạng tẩy trắng trên diện rộng, điều này đã đe dọa làm thoái hóa các hệ sinh thái quan trọng. Ước lượng khoảng 120 triệu người sống trong vùng Tam giác San Hô, trong đó xấp xỉ 2,23 triệu là ngư dân, những người sống phụ thuộc vào biển cả lành mạnh để kiếm sống. Những mối đe dọa này đang đẩy các sinh kế, nền kinh tế và nguồn cung thị trường trong tương lai đối với những loài như cá ngừ đại dương vào vòng nguy hiểm. Các nghiên cứu đã nêu bật lên một sự giảm đáng cảnh báo về độ bao phủ san hô của khu vực này.
Vì tài nguyên biển là một nguồn thu nhập chủ yếu của dân cư, hậu quả của việc mất những hệ sinh thái ven biển quan trọng này là hết sức to lớn.

## Bảo tồn
Tam giác San Hô là chủ đề của những nỗ lực bảo tồn cấp cao của các chính phủ trong khu vực, các tổ chức bảo tồn thiên nhiên như là Quỹ Quốc tế Bảo vệ Thiên nhiên (WWF), The Nature Conservancy và Tổ chức Bảo tồn Quốc tế, và các tổ chức tài trợ như Ngân hàng Phát triển châu Á (ADB), Global Environment Facility và USAID.

### Sáng kiến Tam giác San Hô về các Rạn san hô, Ngư nghiệp và An ninh Lương thực
Vào tháng 8 năm 2007, Tổng thống nước Indonesia Yudhoyono đã đề nghị một sự hợp tác đa phương nhằm "giữ gìn vùng biển của khu vực cũng như nguồn tài nguyên sinh học ven bờ" với năm quốc gia nằm trong khu vực Tam giác San Hô (Malaysia, Đông Timor, Papua New Guinea, Quần đảo Solomon và Philippines). Sự hợp tác đa phương này sau đó được đặt tên là Sáng kiến Tam giác San hô về các Rạn san hô, Ngư nghiệp và An ninh Lương thực (viết tắt là CTI-CFF theo tên tiếng Anh: Coral Triangle Initiative on Coral Reefs, Fisheries and Food Security).

#### Mục tiêu của CTI-CFF
1. Ưu tiên định rõ các cảnh biển và quản lý hiệu quả
2. Áp dụng đầy đủ Approach to Management of Fisheries (EAFM) và các tài nguyên biển khác
3. Xây dựng Khu Bảo tồn biển và quản lý hiệu quả
4. Đạt được các biện pháp thích nghi với biến đổi khí hậu
5. Cải thiện tình trạng của các loài bị đe dọa

## Phân định
Các tiêu chí chính dùng để phân định Tam giác San Hô là:
- Đa dạng sinh học loài cao (hơn 500 loài san hô, đa dạng sinh học cá rạn san Hô, trùng lỗ, san hô đĩa và tôm tít cao) và đa dạng sinh cảnh
- Hải dương học (hải lưu)

Có sự chồng lấn đáng kể giữa các ranh giới của Tam giác San Hô mà dựa chủ yếu trên mức độ đa dạng sinh học san hô cao (hơn 500 loài), và các ranh giới dựa trên vùng đa dạng sinh học cá rạn san hô lớn nhất.

## Truyền thông
Bộ phim tài liệu năm 2013 Hành trình đến Nam Thái Bình Dương kể về câu chuyện của việc bảo tồn Tam giác San Hô Tam giác bảo tồn trong bối cảnh cuộc sống trên đảo.